# Kaltenmark

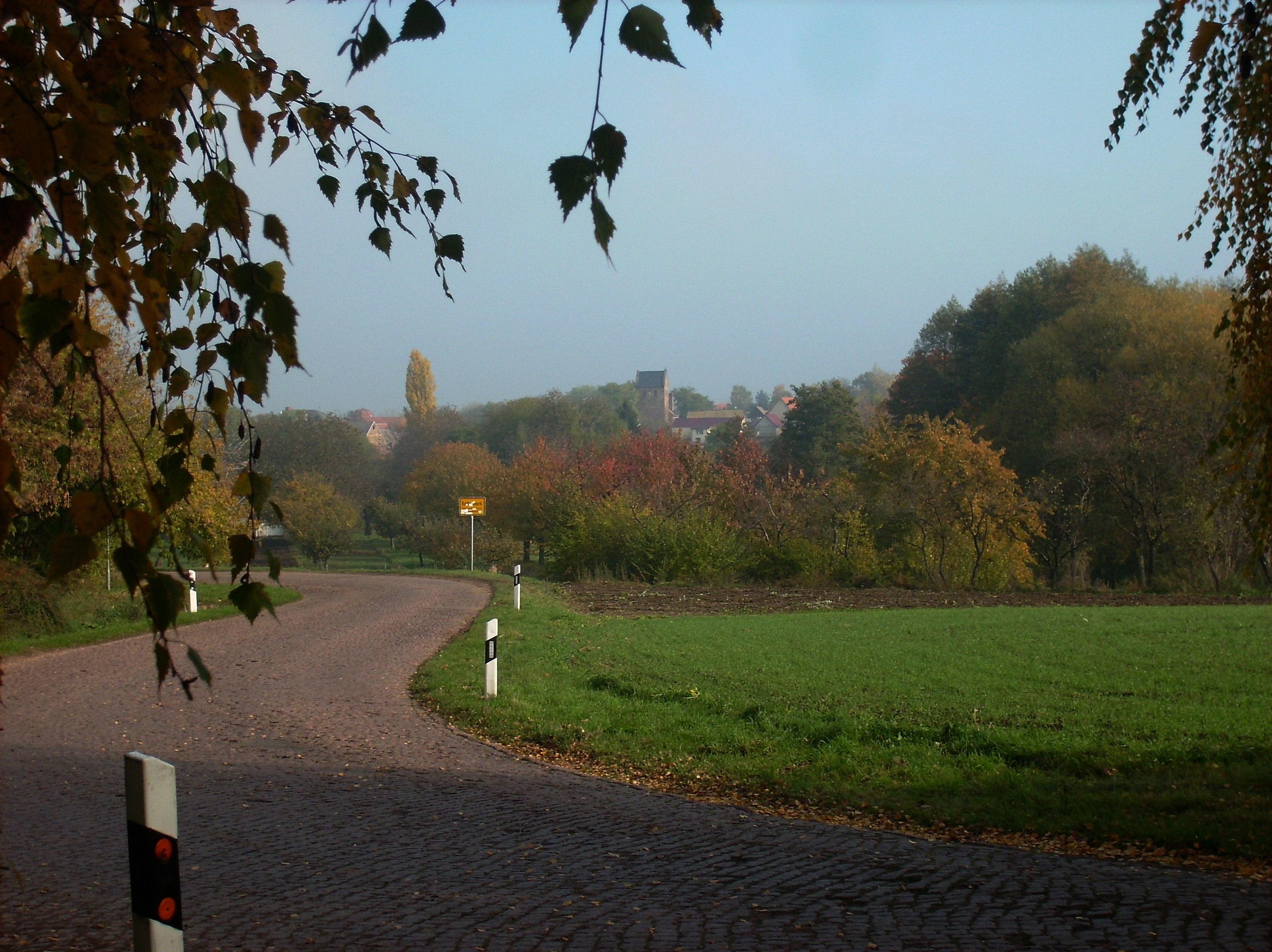
Blick auf Kaltenmark

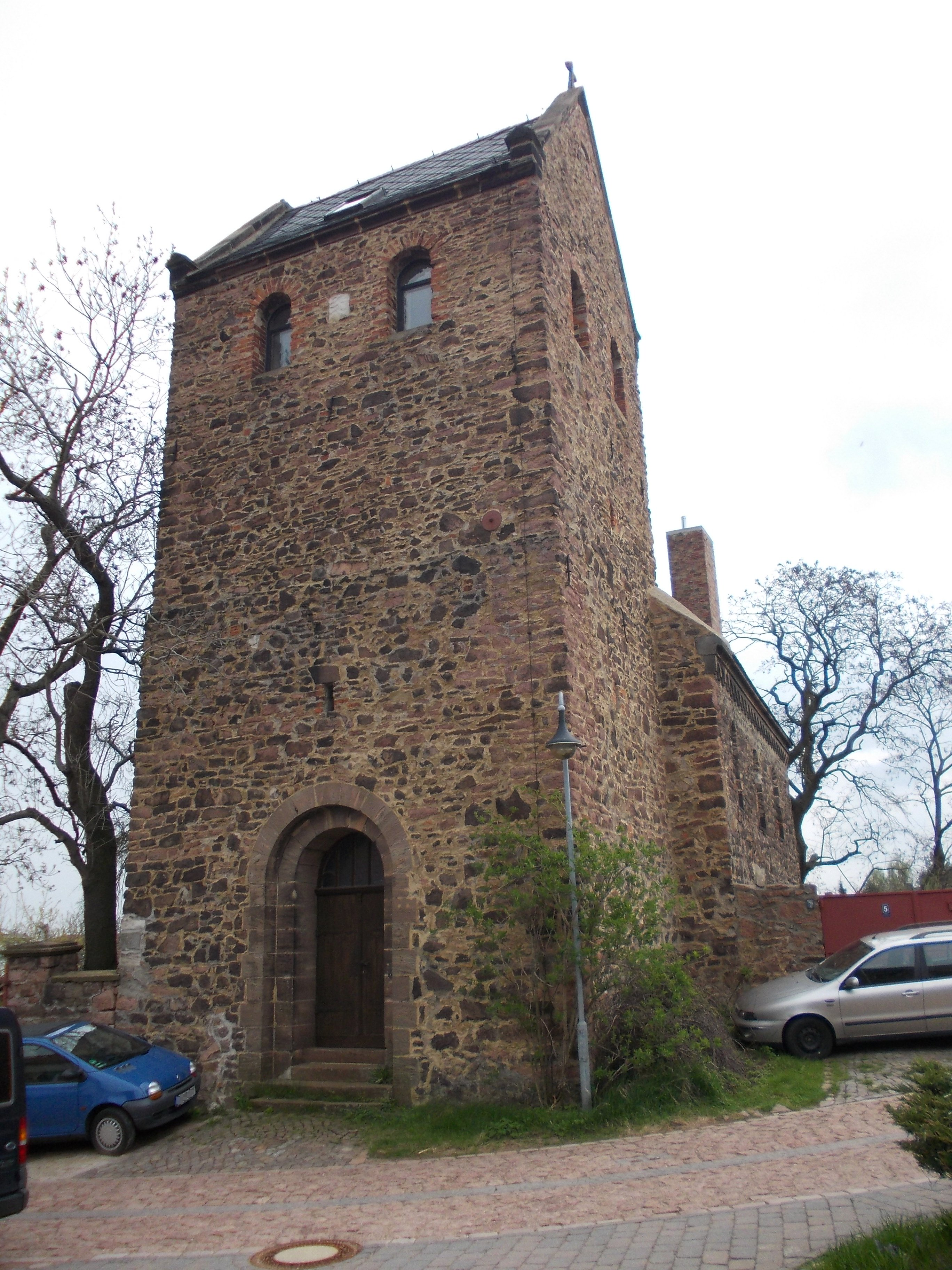
Dorfkirche Kaltenmark

Kaltenmark ist ein zur Ortschaft Krosigk der Gemeinde Petersberg in Sachsen-Anhalt gehörendes Dorf.
Das Dorf liegt etwa einen Kilometer nordöstlich von Krosigk. Durch den Ort verläuft der Krosigker Graben und die Landesstraße L 145.
Die erste urkundliche Erwähnung Kaltenmarks ist aus dem Jahr 1446 überliefert. 1933 zählte Kaltenmark 312, im Jahr 1939 dann 287 Einwohner. Bis 1950 war Kaltenmark eine selbständige Gemeinde, wurde dann jedoch am 20. Juli 1950 nach Krosigk eingemeindet. Gemeinsam mit Krosigk gelangte Kaltenmark 2010 zur neugebildeten Gemeinde Petersberg.
Neben der Dorfkirche Kaltenmark und dem Denkmal für die Befreiungskriege sind mehrere Gebäude als Kulturdenkmale im örtlichen Denkmalverzeichnis eingetragen. Teile der Halleschen Straße sind als Denkmalbereich ausgewiesen. Das Ortsbild wird insbesondere durch die Anlagen des Gutshofes geprägt. Im Ort befindet sich auch die 1976 zum Naturdenkmal erklärte Stiel-Eiche in Kaltenmark.
Im Ort lebt und arbeitet der deutsche Bildhauer Andreas Freyer.